# Object Pascal

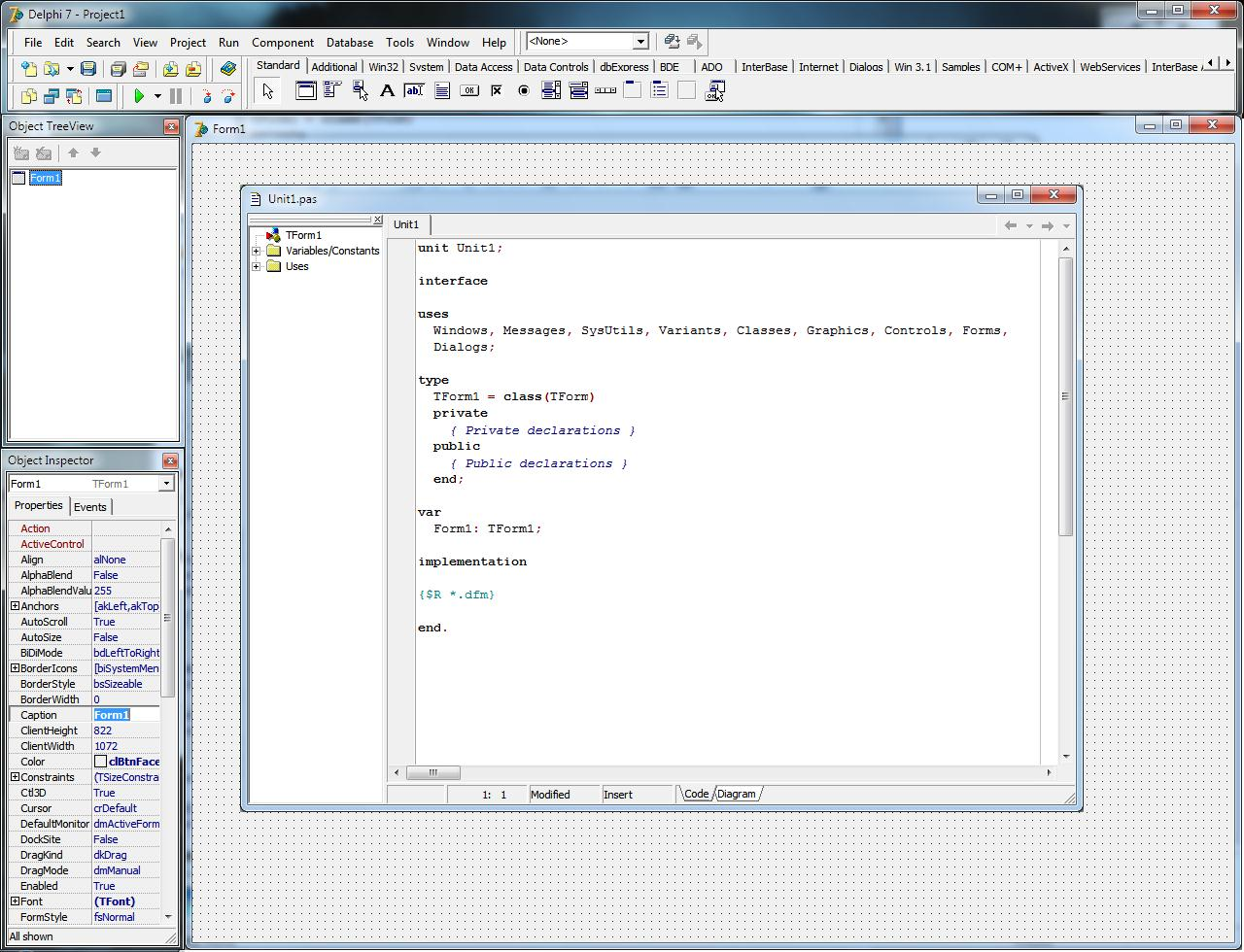
Mediul de dezvoltare Delphi

Object Pascal este un limbaj de programare derivat din Pascal, ce permite folosirea structurilor din modelul programării orientate pe obiecte: obiecte, moștenire, polimorfism etc. Object Pascal conține clase specifice acțiunilor din sistemul de operare, componente GUI etc. 
Object Pascal este folosit de mediul de dezvoltare Delphi.